# Bandiera del Ducato di Savoia

Bandiera ducale.

Bandiera navale del periodo ducale, blu con l'antica bandiera nel cantone.

La bandiera del Ducato di Savoia fu, a partire dal medioevo, De gueules à la croix d'argent, rossa con una croce bianca, palese richiamo allo stemma della Casa Savoia.
La bandiera ducale era uguale alla bandiera del Sovrano militare ordine di Malta, così venne modificata con l'aggiunta nei quattro cantoni delle lettere componenti il motto dei Savoia, "FERT" (1771). Nel 1785 è attestata una bandiera che riprende quella originale, con l'aggiunta di un sottile bordo azzurro (l'azzurro dei Savoia), forse in onore della Madonna.
L'ultima bandiera ducale era completamente blu con l'antica bandiera rossa nel cantone.
La bandiera della regione Piemonte, detta drapò, si ispira alla bandiera ducale.